# 4681 Ermak
4681 Ermak (1969 TC2) là một tiểu hành tinh vành đai chính được phát hiện ngày 8 tháng 10 năm 1969 bởi Chernykh, L. I. ở Nauchnyj.